# جنگلی (فیلم ۱۹۶۱)
جنگلی (به هندی: Junglee) یا وحشی فیلمی محصول سال ۱۹۶۱ و به کارگردانی سوبود موکرجی است. در این فیلم بازیگرانی همچون شامی کاپور، سایرا بانو، شاشیکالا، لالیتا پاوار، هلن ایفای نقش کرده‌اند.